# Малое Яковлевское
Малое Яковлевское — деревня в Буйском районе Костромской области. Входит в состав Центрального сельского поселения.

## География
Находится в западной части Костромской области на расстоянии приблизительно 20 км на северо-запад по прямой от районного центра города Буй недалеко от села Шушкодом.

## История
В 1907 году здесь было учтено 14 дворов. Исходное название деревни Яковлевское было изменено для отличия от другой деревни в Буйском районе с аналогичным названием.

## Население
Постоянное население составляло 63 человека (1897 год), 68 (1907), 15 в 2002 году (русские 100 %), 3 в 2022.